# 반시 (음식)
반시(몽골어: банш)는 몽골의 소를 넣은 피 음식이다. 물만두와 비슷하다.

## 같이 보기
- 부즈
- 펠메니
- 후슈르